# أمايزينغ غرايس
امايزنغ غرايس Amazing Grace هو فيلم موسيقي لعام 2018 من إخراج سيدني بولاك ، وحققه المنتج ألان إليوت. يعرض الفيلم أريثا فرانكلين (مغنية السول و البلوز الشهيرة ) وهي تسجل ألبومها في عرض حي عام 1972 الذي يحمل نفس الاسم . يشارك في البطولة: جيمس كليفلاند ، سي. فرانكلين

## نبذة عن الفيلم
تسجل المغنية وكاتبة الأغاني الأمريكية أريثا فرانكلين ألبومها الإنجيلي Amazing Grace على الهواء مباشرة في الكنيسة المعمدانية الجديدة في المعبد الجديد في لوس أنجلوس عام 1972. يرافقها جوقة الكنيسة وجمهور أمريكي من أصل أفريقي. يظهر جيمس كليفلاند كمطرب مميز ومرافق بالبيانو. يرافق فرانكلين أيضًا برنارد بوردي على الطبول وتشاك رين على جيتار الجيتار.  في الليلة الثانية، كان ميك جاغر وتشارلي واتس في الحفل، في لوس أنجلوس التي أنهت ألبومها " المنفى إلى ماين.

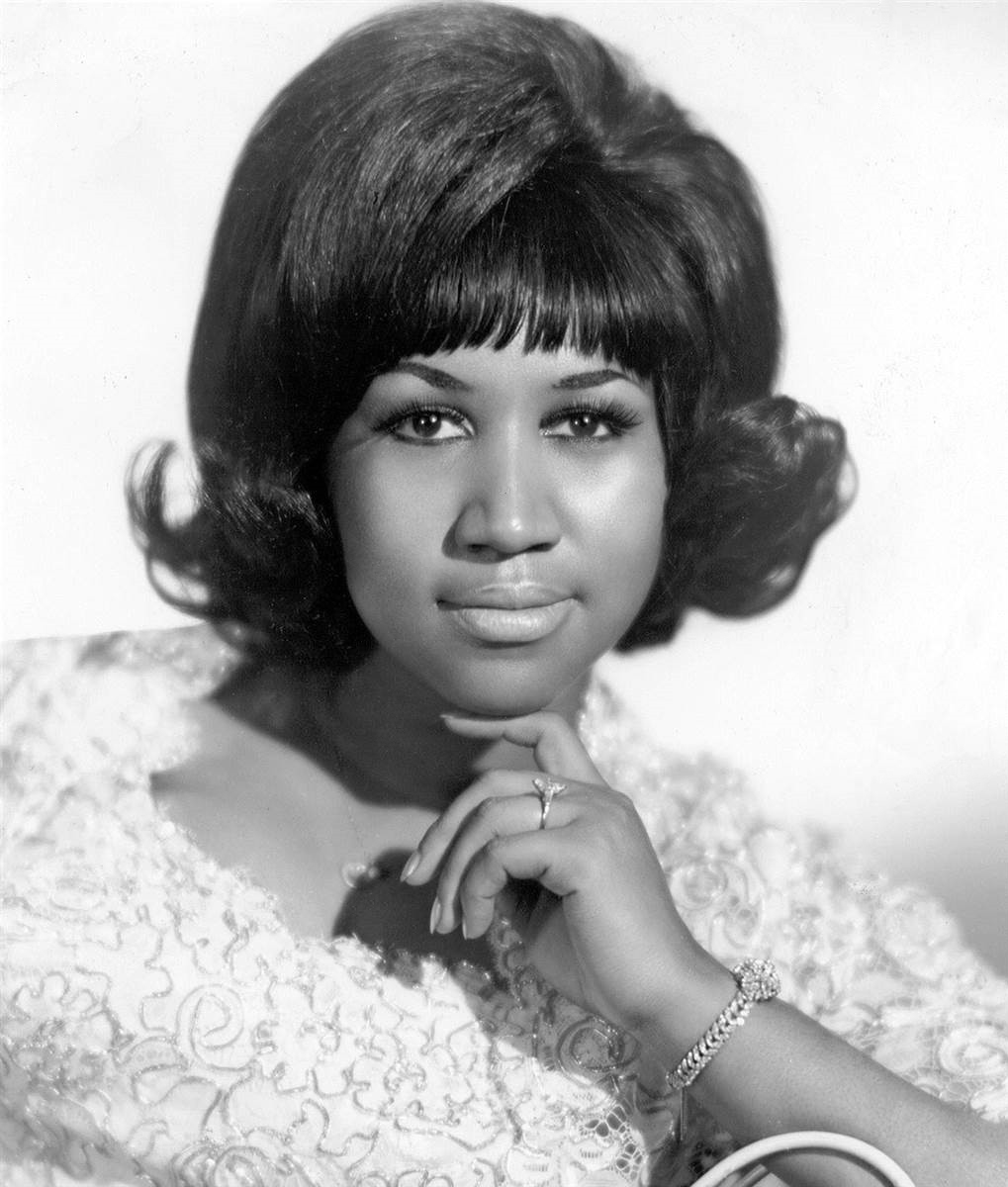
فرانكلين في عام 1968

تم برمجة فيلم Amazing Grace في البداية لإصداره عام 1972 مع <i id="mwbw">Super Fly من</i> وارنر بروس.  في عام 2007 ، قام المنتج Alan Elliott بشراء اللقطات الخام.   بعد ذلك، قام سيرج بيرون محرر الصوت، بمزامنة الصوت بنجاح مع جميع لقطات الفيلم.    بمجرد مزامنة كل الصوت واللقطات، قام جيف بوكانان بتحرير الفيلم. وكان من المقرر اصداره سنة 2011. و ذلك لان رفعت المغنية فرانكلين دعوى قضائية ضد إليوت بسبب الاستيلاء على حقوق النشر بدون إذن، ولذلك تم تاجيل إصدار الفلم إلى وقت لاحق .
تم إصدار Amazing Grace في الولايات المتحدة الكترونيا وأقراص ال DVD في 6 أغسطس 2019 ، بواسطة Universal Studios .   في المملكة المتحدة، أصدر StudioCanal الفيلم على DVD ، رقمي و Blu-ray في 2 سبتمبر 2019.  ظهر الفيلم لأول مرة في المرتبة الثانية على مخطط مبيعات فيديو بيلبورد للموسيقى الأمريكية في 17 أغسطس 2019. وصلت في الأسبوع التالي إلى المركز الأول

## روابط خارجية
- أمايزينغ غرايس على موقع IMDb (الإنجليزية)
- أمايزينغ غرايس على موقع ميتاكريتيك (الإنجليزية)
- أمايزينغ غرايس على موقع روتن توميتوز (الإنجليزية)
- أمايزينغ غرايس على موقع ألو سيني (الفرنسية)
- أمايزينغ غرايس على موقع أول موفي (الإنجليزية)
- أمايزينغ غرايس على موقع بوكس أوفيس موجو (الإنجليزية)
- أمايزينغ غرايس على موقع فيلمافينيتي (الإسبانية)
- أمايزينغ غرايس على موقع قاعدة بيانات الفيلم (الإنجليزية)
- أمايزينغ غرايس على موقع ليتربوكسد (الإنجليزية)
- أمايزينغ غرايس على موقع كينوبويسك (الروسية)
- الموقع الرسمي
- الموقع الرسمي
 (المملكة المتحدة)